# Adam Cieślar
Adam Cieślar (* 18. Dezember 1992 in Cieszyn) ist ein ehemaliger polnischer Nordischer Kombinierer.

## Karriere
Seinen ersten Weltcup bestritt Cieślar am 14. März 2009 in Vikersund. Beim vorletzten Wettbewerb in der Saison 2008/09 belegte er den 46. Platz. In der Saison 2012/13 nahm er zum ersten Mal an einer Universiade teil. Bei der Universiade in Predazzo gewann er im Gundersen-Wettbewerb die Goldmedaille. Zudem siegte er gemeinsam mit Szczepan Kupczak und Paweł Słowiok im Teamwettbewerb. Im Massenstart belegte er hinter Aguri Shimizu den zweiten Platz. Damit war er der beste Nordische Kombinierer bei der Winter-Universiade 2013.
Vier Jahre nach seinem ersten Start im Weltcup der Nordischen Kombination konnte er in der Saison 2013/14 seine ersten Weltcuppunkte sammeln. Am 30. November 2013 beendete er in Kuusamo den Gundersen-Wettbewerb von der Großschanze auf dem 22. Platz und bekam damit 9 Weltcuppunkte. Vom Polski Komitet Olimpijski wurde er für die Olympischen Spiele 2014 in Sotschi nominiert. Die beiden Einzelwettbewerben beendete er auf dem 39. (Normalschanze) und dem 37. Platz (Großschanze). Mit insgesamt 24 Weltcuppunkten belegte er gemeinsam mit Todd Lodwick den 55. Platz in der Gesamtwertung.
Bei der Winter-Universiade 2015 in Štrbské Pleso verteidigte Cieślar seinen Titel im Gundersen-Wettbewerb. Im Massenstartwettbewerb siegte er vor dem Deutschen David Welde und seinem Landsmann Mateusz Wantulok. Im Teamwettbewerb verpasste Polen als Vierter hinter den Mannschaften aus Deutschland, Japan und Russland eine Medaille. Mit seinen zwei Goldmedaillen war er erneut der beste Nordische Kombinierer bei der Universiade. Er nahm auch an der Winter-Universiade 2017 in Almaty teil und verteidigte diesmal seinen Titel im Massenstart-Wettbewerb, währenddessen er sich im Gundersen-Wettbewerb mit den zweiten Platz hinter Wjatscheslaw Barkow aus Russland begnügen musste. Im Team-Wettbewerb siegte er gemeinsam mit Wojciech Marusarz und Paweł Słowiok vor Russland und Japan. Mit zwei Gold- und einer Silbermedaille war er erneut der beste Nordische Kombinierer bei der Universiade.
Nachdem er an der Universiade teilgenommen hatte, wurde er von der Polski Związek Narciarski für die Nordischen Skiweltmeisterschaften 2017 in Lathi nominiert.
Nach der Saison 2019/20 gab Cieślar sein Karriereende bekannt.

## Statistik

### Weltcup-Gesamtplatzierungen
| Saison  | Platz | Punkte |
| ------- | ----- | ------ |
| 2013/14 | 55.   | 24     |
| 2014/15 | 68.   | 01     |
| 2015/16 | 36.   | 52     |
| 2016/17 | 43.   | 53     |
| 2017/18 | 63.   | 07     |
| 2018/19 | 42.   | 52     |

### Grand-Prix-Platzierungen
| Saison | Platz | Punkte |
| ------ | ----- | ------ |
| 2015   | 37.   | 08     |
| 2016   | 29.   | 22     |
| 2017   | 62.   | 03     |
| 2019   | 73.   | 01     |